# Nicolas Diat
Pour les articles homonymes, voir Diat.
Nicolas Diat, né le 7 octobre 1975 à Saint-Amand-Montrond (Cher), est un éditeur, essayiste et romancier français.
Ancien conseiller en cabinet ministériel de Gilles de Robien (2005-2007) puis de Laurent Wauquiez (2007-2012), il devient ensuite essayiste et éditeur chez Fayard.
Il est l'auteur de livres sur le Vatican et la vie monastique, notamment. En 2018, il reçoit le prix du cardinal Lustiger pour Un temps pour mourir, derniers jours de la vie des moines.

## Carrière
Nicolas Diat naît le 7 octobre 1975 à Saint-Amand-Montrond. Il est diplômé de l'Institut d'études politiques de Toulouse  (promotion 1998).
Il s'inscrit initialement dans les réseaux de la gauche culturelle mitterrandienne (Institut François-Mitterrand, campagne de Jack Lang à Paris, Association Génération Européenne – dont Diat est trésorier –, Régénérations) avant de poursuivre sa carrière dans le journalisme. Il devient ensuite conseiller de Laurent Wauquiez, lorsque celui-ci est ministre.
Il est directeur de collection chez Fayard. Il y est l'éditeur de Philippe de Villiers, du général Pierre de Villiers et du cardinal Robert Sarah.
En avril 2017, l'ouvrage de cardinal Robert Sarah, intitulé La Force du silence, que Nicolas Diat a co-rédigé avec lui, et qui est préfacé par le pape Benoît XVI, est récompensé par le Prix spiritualités d'aujourd'hui octroyé par le Centre méditerranéen de littérature.
En juin 2018, son livre Un temps pour mourir, derniers jours de la vie des moines, obtient le prix du cardinal Lustiger. Cet ouvrage est un recueil d'échanges avec des moines de différents monastères.
En juin 2020, Nicolas Diat édite Rester vivant qui rassemble les réflexions d'une dizaine d'intellectuels français sur la crise sanitaire.
En septembre 2021, il obtient le prix Georges-Brassens pour son premier roman Ce qui manque à un clochard.
En novembre 2021, Nicolas Diat est l’éditeur et le préfacier du livre Trois jours et trois nuits rassemblant les textes de quinze auteurs ayant partagé pendant trois jours et trois nuits le quotidien des chanoines de l’abbaye de Lagrasse.

## Prix et récompenses
- Prix spiritualités d'aujourd'hui, 2017
- Prix du cardinal Lustiger, 2018
- Prix Georges-Brassens, 2021

## Polémiques

### Sur l’ouvrage de Philippe de Villiers
L'ouvrage de Philippe de Villiers J'ai tiré sur le fil du mensonge et tout est venu (édité par Nicolas Diat), est accusé de plagiat dans une enquête de Thomas Mahler pour Le Point. Philippe de Villiers a contesté ces accusations dans un droit de réponse. Une pétition publique d'un collectif d'universitaires et d'historiens européens dans Le Monde a dénoncé le livre et son éditeur : « Philippe de Villiers n’a pas le droit de falsifier l’histoire de l’UE au nom d’une idéologie. » Les historiens ajoutent que le livre est « un tissu de faux-semblants », « un pamphlet biaisé n’ayant rien à voir avec la science historique qui, elle, cherche à comprendre, à éclairer, et non à développer des théories du complot, hélas, si à la mode aujourd’hui. Philippe de Villiers a également répondu à cette critique.

### Sur l'ouvrageDes Profondeurs de nos cœursdu cardinal Sarah
En janvier 2020, Nicolas Diat est l'éditeur du livre Des Profondeurs de nos cœurs, présenté par l'éditeur Fayard à sa sortie comme « co-écrit par l'ancien pape Benoît XVI et le cardinal Robert Sarah ». Une polémique naît alors dans la presse internationale, selon laquelle le pape émérite n'aurait pas donné son accord à ce que son nom et sa photo figurent sur la couverture du livre ; de plus, il n'aurait pas co-écrit l'introduction et la conclusion de ce livre, comme le prétend Nicolas Diat dans sa préface. Pour mettre un terme à la polémique, le secrétaire particulier du pape émérite, Mgr Georg Gänswein, publie un communiqué, repris par l’AFP et d'autres médias : « Je peux confirmer que ce matin, sur l’indication du pape émérite, j’ai demandé au cardinal Robert Sarah de contacter les éditeurs du livre en les priant d'enlever le nom de Benoît XVI ». Après de nombreux articles, et sous la pression du Vatican, Sarah a admis que son livre n'avait pas été co-écrit avec Benoît XVI et a demandé que l'introduction et la conclusion ne soient plus co-signés avec le pape émérite,. L'ouvrage est publié désormais dans la plupart des pays, par exemple en Allemagne, sous le seul nom de Sarah, même si un texte du pape émérite y figure.

### Sur ses liens avec la droite ultra-conservatrice
Dans une enquête fouillée de Frédéric Martel, le magazine Slate révèle les liens de Nicolas Diat avec la droite ultra-conservatrice. Les auteurs publiés par Nicolas Diat chez Fayard sont le plus souvent liés à la droite radicale, catholique ou ultra-conservatrice (comme Philippe de Villiers, le général Pierre de Villiers ou le cardinal Robert Sarah).

## Publications
- L'Homme qui ne voulait pas être pape : Histoire secrète d'un règne, Paris, Albin Michel, janvier 2014, 512 p. (ISBN 978-2-226-25148-0, présentation en ligne)[17],[18].En poche chez Fayard, coll. « Pluriel », Paris, janvier 2018, avec une préface du Cardinal Robert Sarah, 768 p. (ISBN 978-2-8185-0542-7) [présentation en ligne].
- Cardinal Robert Sarah et Nicolas Diat, Dieu ou rien : Entretien sur la foi, Paris, Fayard, février 2015, 424 p. (ISBN 978-2-213-68610-3, présentation en ligne).En poche chez le même éditeur, coll. « Pluriel », Paris, mars 2016, 448 p. (ISBN 978-2-8185-0504-5) [présentation en ligne].
- Cardinal Robert Sarah et Nicolas Diat, La Force du silence : Contre la dictature du bruit, Paris, Fayard, octobre 2016, 378 p. (ISBN 978-2-213-70108-0, présentation en ligne).En poche chez le même éditeur, coll. « Pluriel », Paris, novembre 2017, avec une préface de Benoît XVI et suivi d'un entretien avec Dom Dysmas de Lassus, prieur de la Grande Chartreuse, 384 p. (ISBN 978-2-8185-0549-6) [présentation en ligne].
- Un temps pour mourir : Derniers jours de la vie des moines, Paris, Fayard, janvier 2018, 234 p. (ISBN 978-2-213-70563-7, présentation en ligne)[19].En poche chez le même éditeur, coll. « Pluriel », Paris, mars 2019, 232 p. (ISBN 978-2-8185-0590-8) [présentation en ligne].
- Cardinal Robert Sarah et Nicolas Diat, Le soir approche et déjà le jour baisse, Paris, Fayard, mars 2019, 448 p. (ISBN 978-2-213-70521-7, présentation en ligne).En poche chez le même éditeur, coll. « Pluriel », Paris, octobre 2020, 448 p. (ISBN 978-2-8185-0634-9) [présentation en ligne].
- Cardinal Robert Sarah et Nicolas Diat, Chemins spirituels, Paris, Fayard, novembre 2019, 1200 p. (ISBN 978-2-213-71326-7, présentation en ligne).Coffret rassemblant les trois ouvrages Dieu ou rien, La Force du silence et Le soir approche et déjà le jour baisse.
- Le grand bonheur : Vie des moines, Paris, Fayard, octobre 2020, 342 p. (ISBN 978-2-213-71756-2, présentation en ligne) (sur l'abbaye Notre-Dame de Fontgombault)[20],[21].En poche chez le même éditeur, coll. « Pluriel », Paris, octobre 2022, avec une préface inédite, 352 p. (ISBN 978-2-8185-0692-9) [présentation en ligne].
- Ce qui manque à un clochard, Paris, Robert Laffont, août 2021, 240 p. (ISBN 978-2-221-25735-7, présentation en ligne) (mémoires romancées de Marcel Bascoulard)[22].En poche chez Pocket, Paris, novembre 2023, 240 p. (ISBN 978-2-266-33669-7) [présentation en ligne].
- François Bustillo, Edgar Peña Parra et Nicolas Diat (préf. Pape François), Conversation sur l'unité, vol. 1 : Le cœur ne se divise pas, Paris, Fayard, coll. « Choses vues », septembre 2023, 270 p. (ISBN 978-2-213-72601-4, présentation en ligne).
- Humilitas : La naissance des hommes seuls, Paris, Fayard, coll. « Choses vues », octobre 2024, 180 p. (ISBN 978-2-213-72736-3, présentation en ligne).

Préfaces
- Pascal Bruckner, Sylvain Tesson et al. (préf. Nicolas Diat, postface Emmanuel-Marie Le Fébure du Bus), Trois jours et trois nuits : Le grand voyage des écrivains à l'abbaye de Lagrasse, Paris, Fayard / Julliard, coll. « Promenades singulières », novembre 2021, 357 p. (ISBN 978-2-260-05523-5).En poche chez Fayard, coll. « Pluriel », Paris, novembre 2022, 368 p. (ISBN 978-2-8185-0693-6) [présentation en ligne].
- Adélaïde de Clermont-Tonnerre, Antoine Compagnon et al. (préf. Nicolas Diat, postface Général d'armée Pierre Schill), Les écrivains sous les drapeaux : Cinq jours avec les régiments des troupes de marine, Paris, Fayard, coll. « Promenades singulières », novembre 2022, 468 p. (ISBN 978-2-213-72506-2, présentation en ligne).En poche chez le même éditeur, coll. « Pluriel », Paris, août 2024, 464 p. (ISBN 978-2-8185-0771-1) [présentation en ligne].